# Lavigny (Francja)
Lavigny – miejscowość i gmina we Francji, w regionie Burgundia-Franche-Comté, w departamencie Jura.
Według danych na rok 1990 gminę zamieszkiwały 373 osoby, a gęstość zaludnienia wynosiła 69 osób/km² (wśród 1786 gmin Franche-Comté Lavigny plasuje się na 393. miejscu pod względem liczby ludności, natomiast pod względem powierzchni na miejscu 773.).